# Geneviève Saumur
Geneviève Saumur (Montreal, 23 de junio de 1987) es una deportista canadiense que compitió en natación.
Ganó tres medallas en el Campeonato Pan-Pacífico de Natación, en los años 2006 y 2010. Participó en los Juegos Olímpicos de Pekín 2008, ocupando el octavo lugar en la prueba de 4 × 100 m libre.

## Palmarés internacional
| Campeonato Pan-Pacífico | Campeonato Pan-Pacífico | Campeonato Pan-Pacífico | Campeonato Pan-Pacífico |
| Año                     | Lugar                   | Medalla                 | Prueba                  |
| ----------------------- | ----------------------- | ----------------------- | ----------------------- |
| 2006                    | Victoria (Canadá)       | Medalla de plata        | 4 × 100 m libre         |
| 2010                    | Irvine (Estados Unidos) | Medalla de bronce       | 4 × 100 m libre         |
| 2010                    | Irvine (Estados Unidos) | Medalla de bronce       | 4 × 200 m libre         |